# Борщевик пушистый
Борщевик пушистый (лат. Heracleum pubescens) — наземное двулетнее или многолетнее травянистое растение; вид рода Борщевик (Heracleum) семейства Зонтичные (Apiaceae). Редкий узколокальный эндемик южного берега Крыма.

## Ботаническое описание
Двулетнее или многолетнее травянистое растение 60-80 см в высоту. Стебель глубоко-бороздчатый, опушенный. Листья тройчатые или перистосложные из двух пар боковых сегментов, первая пара на коротких черешочках, вторая сидячая, сегменты яйцевидные, перисто надрезанные на продолговатые заостренные, по краю неравно пильчато-зубчатые доли, листья с верхней стороны голые, с нижней мелко опушенные. Зонтики некрупные, 10-12 см в диаметре, 18-20-лучевые, лучи зонтика и зонтичков мягко оттопыренно-опушенные, листочков обертки нет, листочки оберточки немногочисленные, цветки белые, завязь густо и мягко оттопыренно-опушенная, зубцы чашечки ясно заметные, внешние лепестки краевых цветков в зонтичках увеличенные. 
Цветет в июле, плодоносит в августе-сентябре. Плод — широко-обратнояйцевидный вислоплодник, 13-14 мм в длину и 8-10 мм в ширину.

## Распространение и экология
Узколокальный эндемик южного берега Крыма. Известен только с Никитской яйлы около Никитского ботанического сада.
Произрастает на влажных затененных местах. Растения не образуют густых зарослей, популяции малочисленны, представлены единичными особями.  

## Охранный статус
Вид внесен в Европейский красный список. Ранее включался в Красную книгу Украины.
Лимитирующие факторы не изучены. Возможно, малая конкурентоспособность вида, высокая стенотопность и узкий ареал.
Необходим постоянный контроль над состоянием популяций. Вид интродуцирован в Никитском ботаническом саду и Национальном ботаническом саду им. Н. Н. Гришко НАН Украины.

## Применение
Эфиромасличное и противоэрозионное растение.

## Классификация

### Таксономическое положение
Вид Борщевик пушистый входит в секцию Pubescentia рода Борщевик (Heracleum) подтрибы Tordyliinae трибы Tordylieae подсемейства Сельдерейные (Apioideae) семейства Зонтичные (Apiaceae) порядка Зонтикоцветные (Apiales).
|  |                        |  |                                               |                                               |                           |  | ещё два подсемейства | ещё два подсемейства            |                                 |  |  |  | клада Cymbocarpum и клада Lefebvrea | клада Cymbocarpum и клада Lefebvrea |  |  |  |  | ещё до 147 видов | ещё до 147 видов |
|  |                        |  |                                               |                                               |                           |  | ещё два подсемейства | ещё два подсемейства            |                                 |  |  |  | клада Cymbocarpum и клада Lefebvrea | клада Cymbocarpum и клада Lefebvrea |  |  |  |  | ещё до 147 видов | ещё до 147 видов |
|  |                        |  |                                               | семейство Зонтичные                           |                           |  |                      |                                 | триба Tordylieae                |  |  |  |                                     | Род Борщевик                        |  |  |  |  |                  |                  |
|  |                        |  |                                               | семейство Зонтичные                           |                           |  |                      |                                 | триба Tordylieae                |  |  |  |                                     | Род Борщевик                        |  |  |  |  |                  |                  |
|  | порядок Зонтикоцветные |  |                                               |                                               | подсемейство Сельдерейные |  |                      |                                 | подтриба Tordyliinae            |  |  |  | вид Борщевик пушистый               |                                     |  |  |  |  |                  |                  |
|  | порядок Зонтикоцветные |  |                                               |                                               |                           |  |                      |                                 |                                 |  |  |  |                                     |                                     |  |  |  |  |                  |                  |
|  |                        |  | ещё шесть семейств (согласно Системе APG III) | ещё шесть семейств (согласно Системе APG III) |                           |  |                      | ещё около двадцати четырех триб | ещё около двадцати четырех триб |  |  |  | ещё четырнадцать родов              | ещё четырнадцать родов              |  |  |  |  |                  |                  |
|  |                        |  |                                               | ещё шесть семейств (согласно Системе APG III) |                           |  |                      |                                 | ещё около двадцати четырех триб |  |  |  |                                     | ещё четырнадцать родов              |  |  |  |  |                  |                  |

### Синонимика
По данным Catalogue of Life (англ.):
- Heracleum caucasicum Stev.
- Heracleum gummiferum Willd.
- Pastinaca pubescens (Hoffm.) Calest.
- Sphondylium gummiferum Hoffm.
- Sphondylium pubescens Hoffm.
- Heracleum panaces Stev.
- Heracleum speciosum Ledeb.